# Josip Pivac (doktor)
Josip Pivac (Podgora, 14. prosinca 1928. – Zagreb, 19. prosinca 2020.) bio je hrvatski pedagog. 

## Životopis
Rođen je u Podgori 14. prosinca 1928. godine. Diplomirao je pedagogiju na zagrebačkom Filozofskom fakultetu, gdje je i doktorirao 1965. godine. Od 1959. do 1977. godine bio je profesor na zadarskom, a od 1977. do 1994. na zagrebačkom Filozofskom fakultetu. Na tim fakultetima također je bio i dekan. Bio je aktivan član stručnih udruga; predsjednik Pedagoško-književnoga zbora (1978. – 1981.) te Prosvjetnoga savjeta Hrvatske. U stručnom i znanstvenom radu najviše je bio usmjeren na područje didaktike i teorija škole. Bio je član redakcije Pedagoške enciklopedije.

## Najznačajnija djela
- Odgojno-obrazovni proces i samoupravljanje (1981.)
- Škola u svijetu promjena (1995.)
- Inovativnom školom u društvo znanja (2000.)

## Nagrade
- Nagrada „Ivan Filipović” za unaprjeđivanje pedagogijske teorije i prakse te za životno djelo (2000.)

## Vanjske poveznice
- Josip Pivac Hrvatska enciklopedija